# Сан-Северино-Лукано
Сан-Северино-Лукано (італ. San Severino Lucano) — муніципалітет в Італії, у регіоні Базиліката,  провінція Потенца.
Сан-Северино-Лукано розташований на відстані близько 380 км на південний схід від Рима, 75 км на південь від Потенци.
Населення — 1606 осіб (2014).
Щорічний фестиваль відбувається 7 квітня. Покровитель — святий Петро.

## Демографія
Населення за роками:

Станом на 1 січня 2023 року в муніципалітеті офіційно проживали 43 іноземці з 16 країн, серед них 12 громадян країн Євросоюзу.

## Сусідні муніципалітети
- К'яромонте
- Епіскопія
- Фарделла
- Франкавілла-ін-Сінні
- Терранова-ді-Полліно
- Віджанелло